# Reducción directa
En siderurgia, la reducción directa es el proceso mediante el que se emplean agentes reactivos reductores como gas natural, coque, aceite combustible, monóxido de carbono, hidrógeno o grafito, obtenidos de la reformación catalítica del CH4.El procedimiento consiste en triturar la mena de hierro y pasarla por un reactor con los agentes reductores, con lo que algunos elementos no convenientes para la fusión del hierro son eliminados. El producto del sistema de reducción directa es el hierro esponja que consiste en unos pellets de mineral de hierro los que pueden ser utilizados directamente para la producción de acero con características controladas. La reducción directa es todo proceso mediante el cual se obtiene hierro metálico por reducción de minerales de hierro, siempre que las temperaturas involucradas no superen la temperatura de fusión de cualquiera de los componentes. Se trata de una reducción incompleta, sin alcanzarse la fusión.
- Datos: Q15583893